# Ed Lukowich
Ed Lukowich (North Battleford, 1º marzo 1946) è un giocatore di curling canadese.

## Biografia
Partecipò ai XV Giochi olimpici invernali edizione disputata a Calgary (Canada) nel 1988, riuscendo ad ottenere la terza posizione nella squadra canadese  con i connazionali Wayne Hart, John Ferguson, Neil Houston e Brent Syme.
Nell'edizione la nazionale norvegese si classificò prima la svizzera seconda. La competizione ebbe lo status di sport dimostrativo